# 16666 Лірома
16666 Лірома (16666 Liroma) — астероїд головного поясу, відкритий 7 грудня 1993 року.
Тіссеранів параметр щодо Юпітера — 3,412.